# 港区立東町小学校

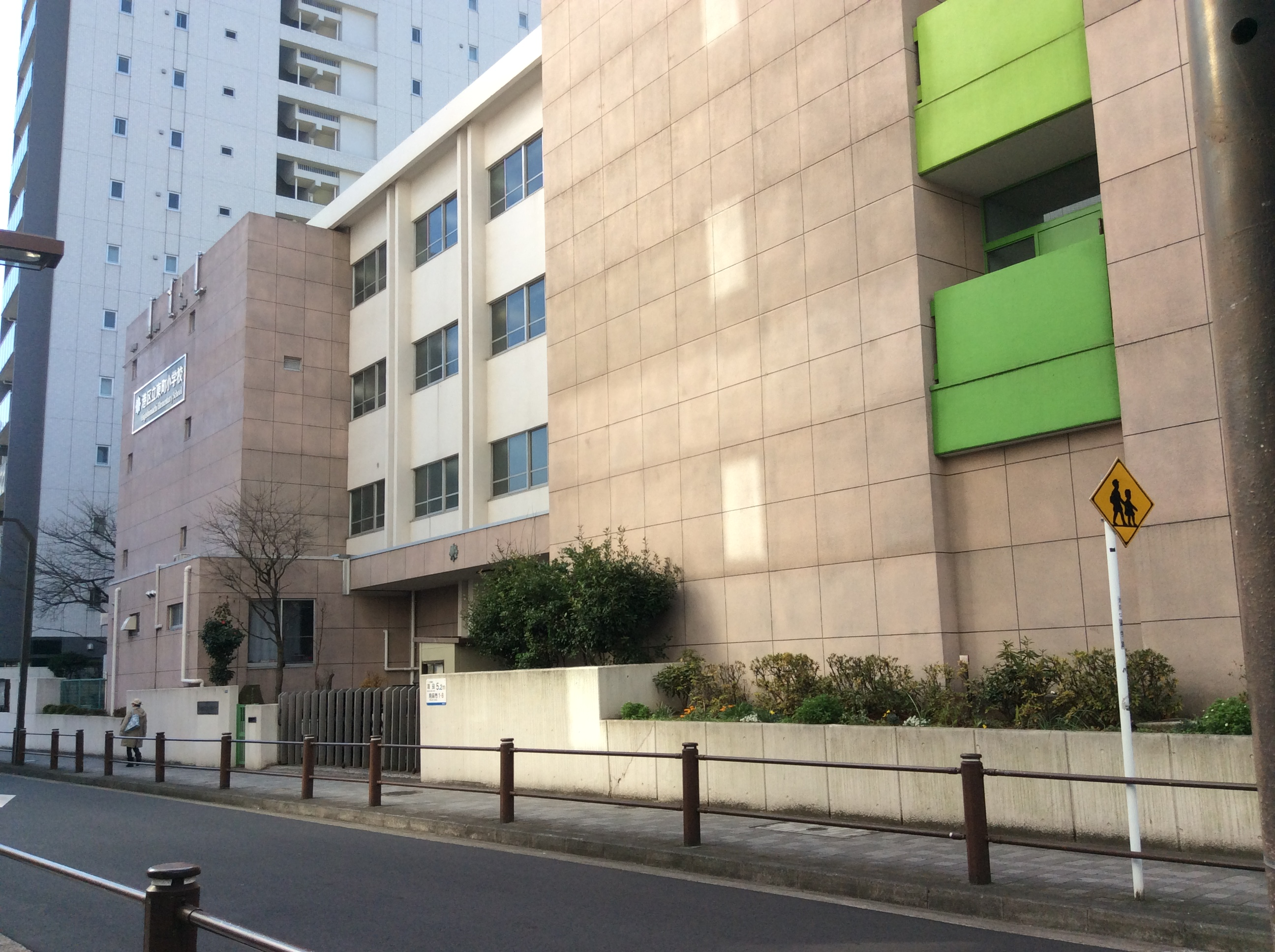
港区立東町小学校（2016年1月15日撮影）

港区立東町小学校（みなとくりつ ひがしまちしょうがっこう）は、東京都港区南麻布一丁目に所在する公立小学校である。

## 概要
港区立東町小学校は、設立が1913年（大正2年）と、港区内に於いて歴史がある公立小学校である。校地向かって東側には東京メトロ南北線と首都高速2号目黒線が走り、同北側には都営大江戸線と首都高速都心環状線が走っている。
また、麻布から三田周辺界隈にかけて教育施設が広範に点在しているが、同校所在地の麻布十番直近の北西側方向に南山小学校や都立六本木高校があり、距離的に若干離れた東側方向には慶應大学や慶應女子高、慶應中等部、都立三田高校が、同様に離れた西側方向には本村小学校が、南東方向には普連土学園高校や三田中学校等がある。
近隣に在日本大韓民国民団本部等があり、また各国大使館がある関係上、国際学級が同小学校内に設けられている。

## 沿革
- 1913年（大正2年）11月14日 - 麻布東町30番地に東京市東町尋常小学校として開校した。
- 1923年（大正12年）9月1日 - 関東大震災により校舎等に被害受ける。
- 1945年（昭和20年）5月25日 - 焼夷弾攻撃により校舎が全焼した。
- 1946年（昭和21年）3月31日 - 廃校となる。
- 1955年（昭和30年）
  - 4月5日 - 本村小学校の校舎を借り復興、東京都港区立東町小学校が開校した。
  - 7月5日 - 校舎の第一期工事が竣工した。
- 1959年（昭和34年）3月25日 - 復興後の第1回卒業式（75名）。
- 1964年（昭和39年）3月2日 - 鉄筋コンクリート造の校舎が落成した。
- 1977年（昭和52年）11月11日 - 港区教育委員研究協力校として公開発表。
- 1988年（昭和63年）12月6日 - 港区教育委員会研究協力校として国際理解教育の研究成果を公開発表。
- 1989年（平成1年）4月1日 - 文部省外国人子女教育研究協力校となる。
- 1992年（平成4年）12月3日 - 文部省外国人子女教育研究協力校となる。
- 2001年（平成13年）2月8日 - 港区教育委員研究奨励校研究発表。
- 2006年（平成18年）11月21日 - 港区教育委員会研究パイロット校研究発表会。
- 2012年（平成24年） - 「国際学級」が開設された[1]。

## 教育方針
教育目標
人間尊重の精神と心身の健康増進を基本とし、知性と感性に富み人間性豊かで、広く国際社会において信頼と尊敬が得られるような児童の育成を目指します。 
「明るい子」「よく考える子」「やりぬく子」「思いやりのある子」
国際学級
平成24年度から「国際学級」が開設され、日本国籍児童と外国籍児童が学ぶようになった。国籍、性別、年齢等を問わず、それぞれのよさを認め、共に学び、国際社会を力強く生きていく児童の育成を目指している。
- 全学級が国際学級である。
- 国際学級では今までにない態勢が組まれている。
- 個に応じた学習ができるように少人数コース別授業を行っている。
- フォニックス学習である。
- 日本語の指導を行っている。
- 英語で行う算数の授業がある。

小学校の児童数と教員数
| 年度     | 児童総数 | 1年生 | 2年生 | 3年生 | 4年生 | 5年生 | 6年生 | 教員数 | 職員数 |
| -------- | -------- | ----- | ----- | ----- | ----- | ----- | ----- | ------ | ------ |
| 平成23年 | 65人     | 15人  | 5人   | 9人   | 13人  | 12人  | 11人  | 19人   | 3人    |
| 平成24年 | 104人    | 35人  | 17人  | 11人  | 13人  | 14人  | 14人  | 17人   | 3人    |
| 平成25年 | 174人    | 65人  | 41人  | 25人  | 11人  | 16人  | 16人  | 17人   | 3人    |
| 平成26年 | 255人    | 62人  | 74人  | 49人  | 29人  | 17人  | 24人  | 19人   | 3人    |
| 平成27年 | 318人    | 66人  | 74人  | 73人  | 54人  | 33人  | 18人  | 24人   | 3人    |
| 平成28年 | 417人    | 93人  | 74人  | 72人  | 80人  | 60人  | 38人  | 28人   | 3人    |
| 平成29年 | 470人    | 71人  | 102人 | 75人  | 76人  | 87人  | 59人  | 30人   | 3人    |
| 平成30年 | 468人    | 66人  | 73人  | 100人 | 76人  | 69人  | 84人  | 30人   | 3人    |
| 令和元年 | 473人    | 81人  | 68人  | 77人  | 101人 | 77人  | 69人  | 24人   | 5人    |
| 令和2年  | 486人    | 86人  | 81人  | 70人  | 72人  | 100人 | 77人  | 26人   | 4人    |
| 令和3年  | 475人    | 73人  | 84人  | 78人  | 72人  | 66人  | 102人 | 26人   | 4人    |
| 令和4年  | 455人    | 82人  | 77人  | 81人  | 74人  | 72人  | 69人  | 24人   | 5人    |
| 令和5年  | 461人    | 75人  | 81人  | 75人  | 83人  | 78人  | 69人  | 25人   | 5人    |

## 通学区域
住所別通学区域（平成27年4月1日から適用）
| 麻布十番二丁目 | 麻布十番三丁目、四丁目 | 南麻布一丁目 | 南麻布二丁目      | 元麻布一丁目 |
| -------------- | ---------------------- | ------------ | ----------------- | ------------ |
| 9 - 21番       | 全域                   | 3 - 24番     | 2 - 8番 10 - 13番 | 6番、7番     |

進学先中学校（平成27年4月1日から適用）
| 小学校学校名     | 中学校学校名       |
| ---------------- | ------------------ |
| 港区立東町小学校 | 港区立六本木中学校 |

## 交通
鉄道
- 都営大江戸線 - 麻布十番駅より徒歩10分。東京メトロ南北線 - 麻布十番駅より徒歩5分。

路線バス
- 都営バス - 都06系統（渋谷駅 ⇔ 新橋駅）、二の橋、三の橋より徒歩1分。